# Pterostichus lombardus
Pterostichus lombardus is een keversoort uit de familie van de loopkevers (Carabidae). De wetenschappelijke naam van de soort is voor het eerst geldig gepubliceerd in 1901 door K.Daniel.